# Adinamia
Adinamia é um termo médico (do latim a, “negação” e dynamis, “força”) usado para designar a redução da força muscular, debilitação muscular e fraqueza. Uma indisposição geral. As causas podem ser físicas ou psicológicas. 